# Thomas Sotheron-Estcourt
Pour les articles homonymes, voir Sotheron-Estcourt et Bucknall-Estcourt.
Thomas Henry Sutton Sotheron-Estcourt (4 avril 1801 - 6 janvier 1876), connu sous le nom de Thomas Bucknall-Estcourt jusqu'en 1839 et comme Thomas Sotheron de 1839 à 1855, est un homme politique conservateur britannique.

## Jeunesse et éducation
Il est le fils aîné de Thomas Grimston Estcourt, député de Devizes et de l'Université d'Oxford, fils de Thomas Estcourt (1748-1818) (en), député de Cricklade. Sa mère est Eleanor, fille de James Sutton. Il fait ses études au Harrow et à l'Oriel College d'Oxford.

## Carrière politique
Il est élu député de Marlborough au Parlement en 1829. Il est de nouveau élu au Parlement en 1835 comme député de Devizes, passe au nord du Wiltshire en 1844 et demeure aux Communes jusqu'en 1865. Il reprend le nom d'Estcourt en 1855 et entre dans le deuxième gouvernement de Lord Derby en 1858 en tant que président du Poor Law Board. L'année suivante, il est ministre de l'Intérieur, mais le gouvernement est rapidement tombé. Il est admis au Conseil privé en 1858.

## Famille
Il épouse Lucy Sarah, fille de l'amiral Frank Sotheron, en 1830. En 1839, il prend par licence royale le nom de famille de Sotheron au lieu de son patronyme pour hériter des biens de son beau-père. Cependant, en 1853, il reprend par licence royale le nom de famille d'Estcourt en plus de celui de Sotheron. Il se retire de la vie publique en 1863 après une crise de paralysie. Il est décédé en janvier 1876, à l'âge de 74 ans. Sa femme est décédée en 1870. Les domaines de Sotheron-Estcourt sont passés à son neveu George Sotheron-Estcourt (1er baron Estcourt), qui prend le nom de famille de Sotheron-Estcourt et est créé baron Estcourt en 1903.